# Gare - Tribunal (Strasbourg)
Le quartier Gare-Tribunal est l'un des quinze quartiers administratifs de la ville de Strasbourg. Il a été instauré en 2013 à la suite du nouveau découpage administratif des quartiers strasbourgeois.
Il comprend notamment le quartier de la Gare, le quartier des Halles, le quartier du Tribunal et une partie du quartier du Contades. La mairie de quartier se trouve dans l'ancienne caserne des Pompiers de la rue Kageneck, près de la gare centrale.